# Cyriacus van Rome

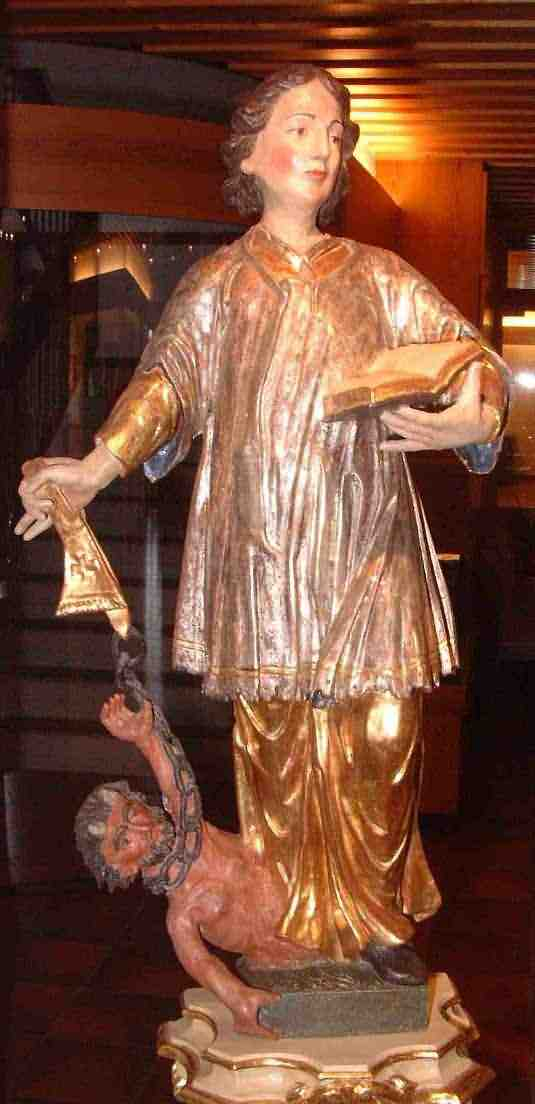
Beeld van Cyriacus in de aan hem gewijde kerk in Furtwangen

Cyriacus († circa 309) is een heilige in de Rooms-Katholieke Kerk en in de oosters-orthodoxe en oriëntaals-orthodoxe kerken.
De heilige Cyricacus wordt aangeroepen tegen bekoringen op het sterfbed. Ook is hij schutspatroon tegen slecht weer en - meer in het algemeen - van de winter. Hij behoort tot de Veertien heilige helpers, een groep heiligen die door katholieken collectief wordt aangeroepen.
Over zijn leven is bijzonder weinig bekend. Het meeste is via legenden overgeleverd. Bekend is dat Cyriacus in 309 door paus Marcellinus tot diaken gewijd is. De diaken was de bijzondere zorg voor de zieken en zwakkeren in de samenleving toevertrouwd. Ook was hij verantwoordelijk voor de schriftlezing en de collecte tijdens de mis. Bekend is ook dat zijn lichaam na zijn dood overgebracht werd naar Lorsch. In 847 werd zijn lichaam overgebracht naar Worms. Verschillende onderdelen van zijn lichaam werden als relikwieën verdeeld.
Volgens de legende zou Cyriacus de dochter van keizer Diocletianus hebben bevrijd van bezetenheid door de duivel. Als dank zou hij van de keizer een huis gekregen hebben, waarbij hij een kapel zou hebben ingericht. Tijdens de christenvervolgingen van keizer Maxentius zou hij gearresteerd zijn, om vervolgens de marteldood te sterven.
Over de gehele wereld zijn kerken naar hem vernoemd. Ook draagt een orkaan zijn naam, de Sint-Cyriacus-orkaan die in 1899 over Puerto Rico raasde.

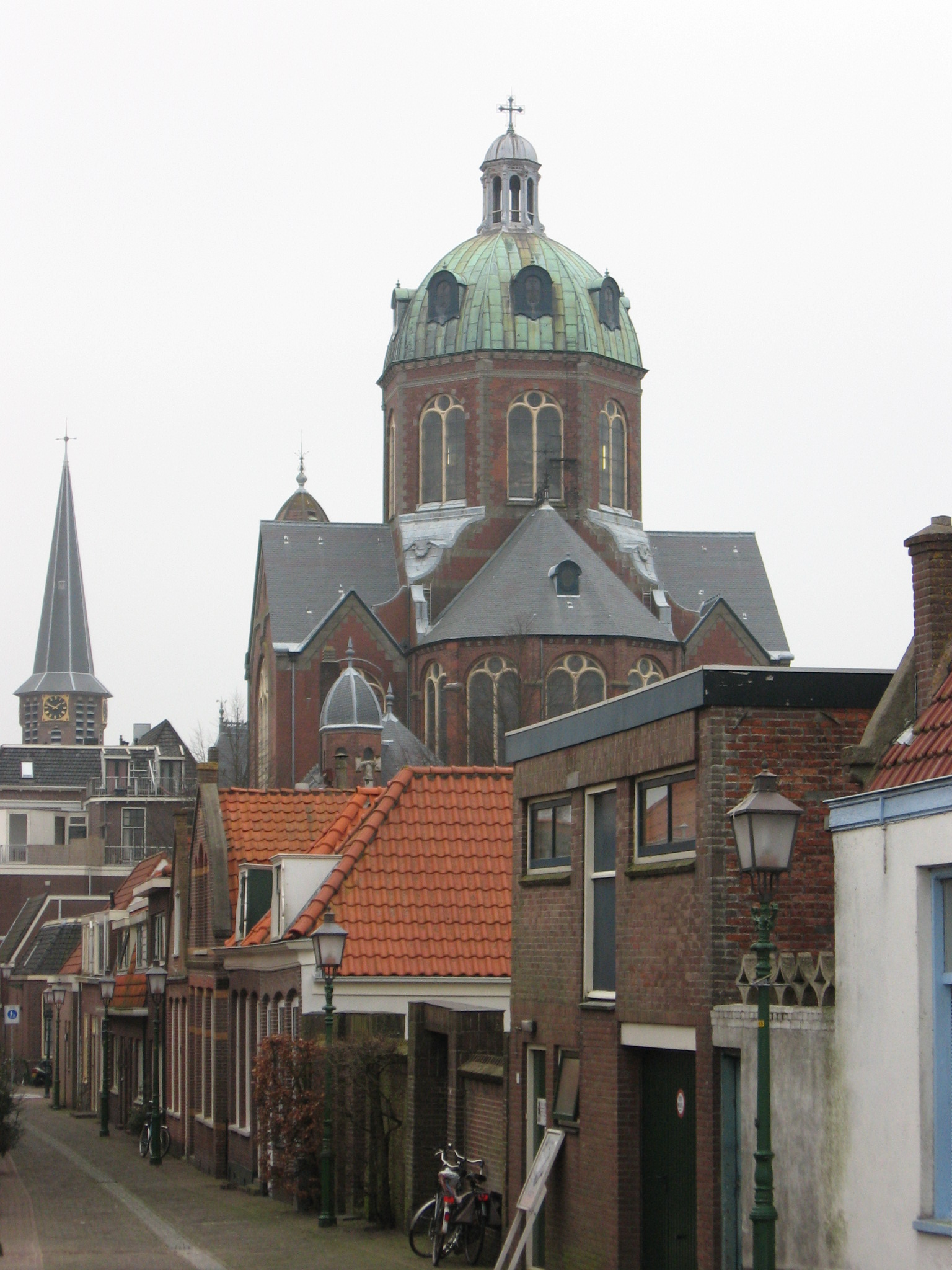
Koepelkerk, officieel de HH. Cyriacus en Franciscuskerk te Hoorn

Er zijn twee Cyriacuskerken in de gemeente Dalfsen: een in het dorp zelf en een in het kerkdorp Hoonhorst dat ontstaan is toen in de eeuwen na de reformatie het katholieke geloof onderdrukt werd. In Nederland is verder is de koepelkerk van Hoorn (Noord-Holland) aan Cyriacus en de Heilige Franciscus gewijd.
In Vlaanderen draagt alleen het kerkje van Budingen in de gemeente Zoutleeuw zijn naam, en verder is er in Luik een Cyriacusparochie. In een inventaris met betrekking tot Zoutleeuw komt hij voor in een 16e of 17e-eeuws prentenboek.
Zijn naamdag is 8 augustus in de Rooms-katholieke kerk op 7 juli in de Orthodoxe Kerk.

## Naamgenoten
Cyriacus heeft twee min of meer bekende naamgenoten: allereerst Cyriacus van Jeruzalem, een tijdgenoot die zowel in de rooms-katholieke als in de oosters-orthodoxe kerken wordt vereerd, en verder Cyriacus van Ancona, een 14e-eeuws reizend antiquair met wetenschappelijke belangstelling.
Achatius · Barbara · Blasius · Catharina · Christoffel · Cyriacus · Dionysius · Egidius · Erasmus · Eustachius · Joris · Margaretha · Pantaleon · Vitus